# Julio Martínez Hombre
Julio Martínez Hombre (Infiesto, España; 16 de febrero de 1893-Oviedo Asturias; 4 de diciembre de 1945) fue un astrónomo y agrónomo español.

## Biografía
Ingeniero agrónomo y astrónomo, nació en Infiesto el 16 de febrero de 1893, hijo de Nicolás Martínez Agosti, alcalde de Infiesto, y de María Hombre Chalbaud, fue el mayor de ocho hermanos. Casado con Piedad Capellán Casín, también de Infiesto, tuvieron ocho hijos.
Estudió el Bachillerato en el Instituto de Segunda Enseñanza de Oviedo y en el Cardenal Cisneros de Madrid, con la calificación de Sobresaliente. Estudió la carrera de Ingeniero Agrónomo en la Escuela Especial de Madrid licenciándose el 18 de diciembre de 1919.

### Agrónomo
Ingresa en el Cuerpo Nacional de Ingenieros Agrónomos el 27 de enero de 1920 ejerciendo su carrera en el Servicio Catastral de Zamora y Guadalajara. Posteriormente regresa de nuevo a Zamora. En 1924 es nombrado director de la Granja Experimental Agrícola que el Estado tenía en Nava, Asturias.
Consecuencia de su afición por la astronomía realizó varios estudios experimentales sobre la influencia de la Luna en los cultivos que publicó en la revista Agricultura (Madrid, marzo 1930).
El 29 de junio de 1940 es destinado, como investigador, en el Centro de Investigaciones Agronómicas de la Zona Cantábrica, de Grado y el 6 de febrero de 1942 es nombrado director del mismo.

### Astrónomo
Al leer la obra Entre los Planetas de Kurt Laswistz, se interesó por la astronomía, ampliando sus conocimientos con otros libros científicos sobre la materia. En su destino de Zamora simultanea trabajo y estudio de la astronomía, publicando el libro Breves reseñas de recientes descubrimientos (Zamora 1924. Cuatro estudios astronómicos). En esos años visitó los observatorios de París y Greenwich.
En el curso 1924-25 aprueba en la Facultad de Ciencias de la Universidad de Oviedo, la asignatura de Cosmografía y Física del Globo, habiendo merecido la calificación de Sobresaliente con derecho a Matrícula de Honor.
Logró determinar la situación de la Estrella Polar y la Estrella del Sur en relación con el planeta Marte.
Con Rubio Vidal y el sacerdote Alonso Trujillo, fundó en Oviedo la Agrupación Astronómica Asturiana. Fue también socio honorífico de las sociedades astronómicas inglesa, francesa e italiana.

### Otros campos
Se interesó sobre la vida y obra del matemático asturiano Agustín de Pedrayes, Hizo un estudio sobre él y publicó lo investigado en la revista Asturias (Buenos Aires, septiembre 1929), órgano oficial del Centro Asturiano de Buenos Aires. El trabajo Lo tituló Un sabio asturiano: el matemático Agustín de Pedrayes. Además, a instancia suya en 1925, siendo concejal del ayuntamiento de Oviedo Rogelio Masip Pueyo, matemático y catedrático de instituto, a quién le unía, además de lazos familiares, una entrañable amistad, el ayuntamiento acordó dar el nombre de Matemático Pedrayes a una calle de la ciudad.
Era gran admirador de Isaac Newton y viajó a Inglaterra para conocer el lugar donde nació, vivió y desarrolló su trabajo. A su regreso pronunció un discurso como secretario de la Agrupación Astronómica Asturiana que versó sobre La leyenda Newtoniana, dentro de la conmemoración del tercer centenario del nacimiento de sir Isaac Newton, que se celebró en el paraninfo de la Universidad de Oviedo en 1944.
Julio Martínez Hombre fue un hombre de ciencia y cultivado, estudioso y con grandes inquietudes que le llevaron a ampliar estudios en distintas disciplinas como la filosofía y la teología. Se matriculó en la Universidad de Oviedo en cursos sobre ambas materias.
Falleció el 4 de diciembre de 1945.

## Distinciones
- Caballero de la Orden del Mérito Agrícola (Francia, 11 de agosto de 1928).